# Agathosma pallens
Agathosma pallens är en vinruteväxtart som beskrevs av Neville Stuart Pillans. Agathosma pallens ingår i släktet Agathosma och familjen vinruteväxter. Inga underarter finns listade i Catalogue of Life.